# Lordat
Lordat (okzitanisch Lhordat) ist ein Bergdorf und eine kleine südfranzösische Gemeinde mit 63 Einwohnern (Stand 1. Januar 2022) im Département Ariège in der Region Okzitanien.

## Lage
Der Ort Lordat liegt in einer Höhe von etwa 850 bis 900 m ü. d. M. und somit knapp 400 m über dem Tal der Ariège in den nördlichen Ausläufern der Pyrenäen. Der Kurort Ax-les-Thermes befindet sich nur knapp 14 km (Fahrtstrecke) in südöstlicher Richtung; die Städte Foix und Pamiers liegen etwa 38 bzw. 58 km nordwestlich. Die Temperaturen sind gemäßigt; die Niederschläge (ca. 890 mm/Jahr) fallen verteilt übers ganze Jahr.

## Bevölkerungsentwicklung
| Jahr      | 1800 | 1851 | 1901 | 1954 | 1999 | 2014 |
| Einwohner | 198  | 245  | 166  | 77   | 43   | 53   |

Die Reblauskrise im Weinbau und die Mechanisierung der Landwirtschaft führten im ausgehenden 19. und im 20. Jahrhundert zu einem Verlust an Arbeitsplätzen und in der Folge zu einem kontinuierlichen Rückgang der Einwohnerzahlen bis auf die Tiefstwerte der letzten Jahrzehnte.

## Wirtschaft
Die Einwohner von Lordat leben hauptsächlich von der Landwirtschaft, wobei die Viehwirtschaft und damit die Milch- und Käseproduktion im Vordergrund steht, aber auch Weinbau wird wieder in geringem Umfang betrieben. Einige Einwohner arbeiten in der Talkfabrik von Luzenac; außerdem spielt der Tourismus – auch in der Form der Vermietung von Ferienhäusern (gîtes) – eine wichtige Rolle im Wirtschaftsleben der kleinen Gemeinde.

## Geschichte

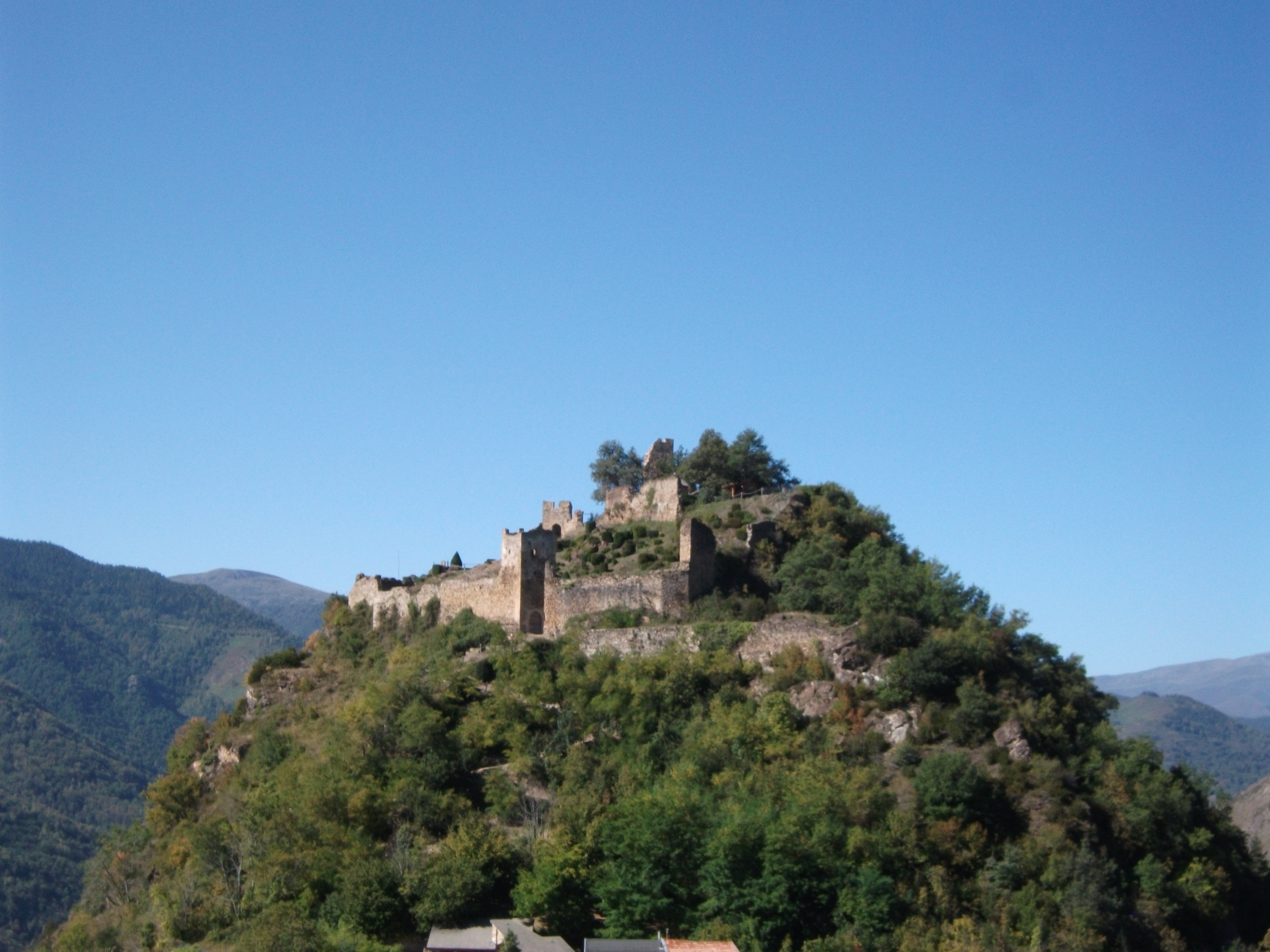
Château de Lordat

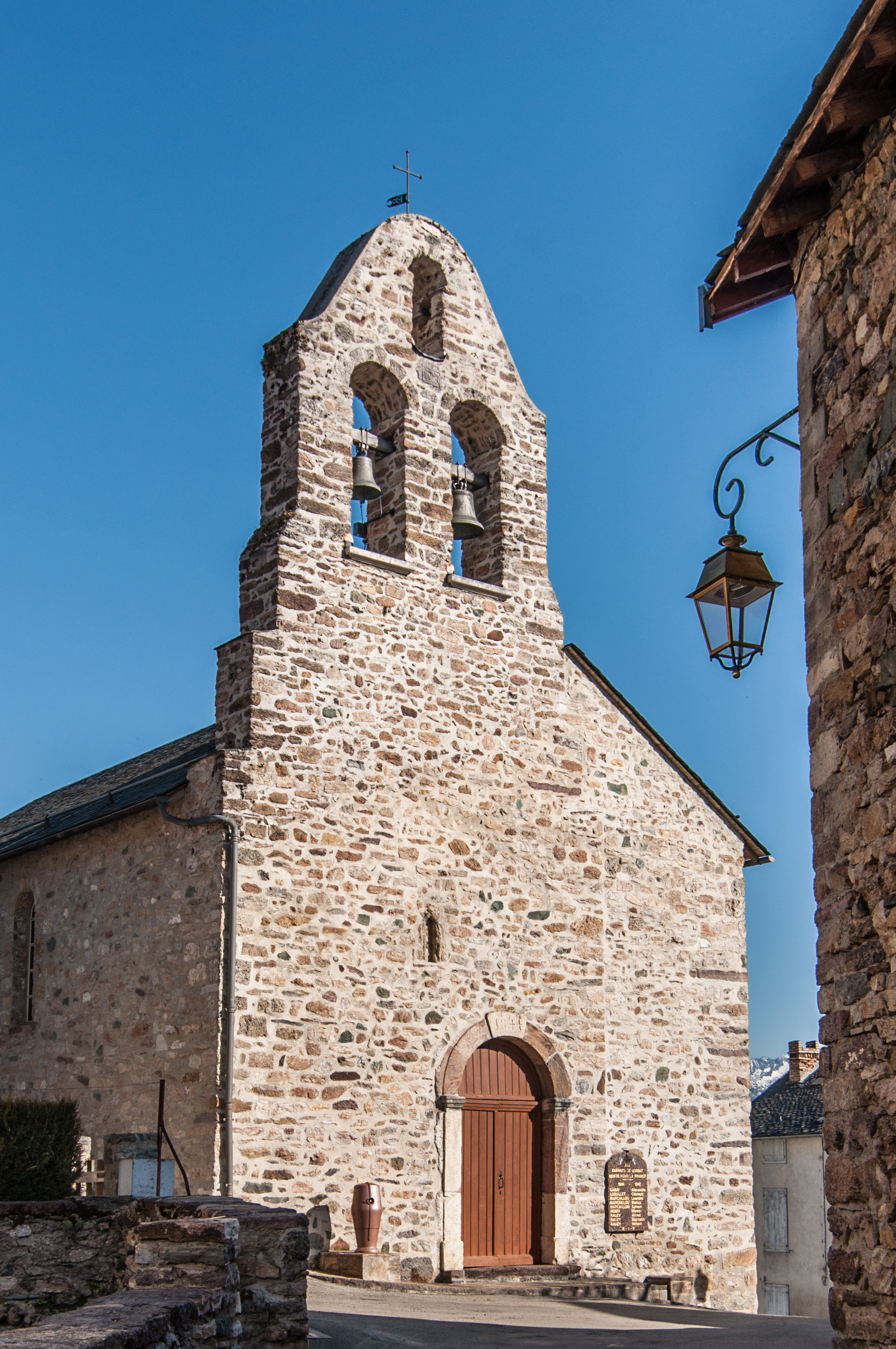
Église Sainte-Marie

Der 965 m hohe Burgfelsen von Lordat war schon in keltischer und in römischer Zeit ein strategisch wichtiger, weil nahezu uneinnehmbarer Stützpunkt; auf seinem Gipfel befand sich ein Castellum. Bereits im Jahr 970 ist eine Burg erwähnt, die den Grafen von Carcassonne gehörte und zu Beginn des 11. Jahrhunderts an die Grafen von Foix abgetreten wurde; zu deren Füßen entwickelte sich allmählich der Ort. Im 13. Jahrhundert bot die Burg wahrscheinlich einigen Katharern Unterschlupf; später musste sie auf Anordnung der Krone von Aragon geschleift werden.

## Sehenswürdigkeiten
- Die einst gewaltige Burganlage erstreckt sich in mehreren konzentrischen Ringen über den gesamten südlichen Gipfelbereich des Burgfelsens; die Nordflanke ist unbezwingbar. Die noch erkennbaren Tore sind zumeist abgewinkelt (chicanées) – eine im islamischen Raum häufiger anzutreffende Verteidigungstechnik. Im Zentrum der Anlage erhob sich ein Bergfried (donjon) auf quadratischem Grundriss, dessen untere Teile noch aufrecht stehen. Die Burg ist bereits seit dem Jahr 1923 als Monument historique anerkannt.[3]
- Der Burgbereich beherbergt eine Raubvogelwarte, die täglich den Touristen Flugdarbietungen verschiedener Vögel präsentiert.
- Die Pfarrkirche Sainte-Marie ist ein einschiffiger, aus Bruchsteinen errichteter Bau des 17. Jahrhunderts. Die schmuck- und fensterlose Westfassade wird von einem leicht geschwungenen Glockengiebel überragt. Das schlichte, aber sehr gepflegte Innere der Kirche ist von einem breitgespannten hölzernen Rippengewölbe überspannt, welches auf figürlich gestalteten Stuckkonsolen aufruht. Die Belichtung des Kirchenraumes erfolgt hauptsächlich durch Fenster auf der Südseite.